# Pleuronitis minettii
Pleuronitis minettii là một loài bọ cánh cứng trong họ Bọ hung (Scarabaeidae).